# Дьяченко, Александр (эстонский футболист)
Александр Дьяченко (эст. Aleksandr Djatšenko; 3 февраля 1981, Тобрук, Ливия) — эстонский футболист, вратарь.

## Биография
Воспитанник Таллинской футбольной школы, взрослую карьеру начал в 1997 году в старшей команде школы в низших лигах Эстонии. Одновременно стал играть за ТФМК (Таллин), в его составе дебютировал в высшей лиге Эстонии 14 сентября 1997 года в матче против ЭП, выйдя на замену на 82-й минуте. Затем играл за «Курессааре» и «Тулевик» (Вильянди), где также редко выходил на поле в основном составе.
В 2001 году перешёл в «Нарва-Транс» и в течение двух сезонов был основным вратарём клуба, приняв участие за это время во всех 56 матчах в чемпионате страны. Обладатель Кубка Эстонии 2000/01. Летом 2001 года сыграл 2 матча в Кубке УЕФА.
В начале 2003 года перешёл в «Левадию» (Маарду/Таллин), за три сезона сыграл 20 матчей в чемпионате за основную команду. Чемпион (2004), серебряный (2005) и бронзовый (2003) призёр чемпионата Эстонии, обладатель Кубка Эстонии (2004, 2005). Также играл за вторую команду «Левадии», которая в 2003 году выступала в высшем дивизионе, в дальнейшем — в первой лиге.
В 2006 году перешёл в «Мааг» (Тарту) в обмен на Сергея Лепметса, пеершедшего в обратном направлении. В «Мааге» в первом сезоне был игроком стартового состава. В 2007 году два клуба из Тарту объединились в «Мааг-Таммека» и вратарь на время выпал из основы, но в 2008 году снова стал основным игроком клуба.
В 2009 году перешёл в «Калев» (Силламяэ), провёл в клубе два сезона, не будучи твёрдым первым номером, и в 2009 году стал серебряным призёром чемпионата. Затем числился в клубе «Аякс Ласнамяэ», но ни разу не включался в заявку на матчи. В конце карьеры играл за финский любительский клуб «Хювинкяян Паллосеура».
Всего в высшем дивизионе Эстонии сыграл 188 матчей.